# Carquebut
 (avril 2008).
Si vous disposez d'ouvrages ou d'articles de référence ou si vous connaissez des sites web de qualité traitant du thème abordé ici, merci de compléter l'article en donnant les références utiles à sa vérifiabilité et en les liant à la section « Notes et références ».
Carquebut est une ancienne commune française du département de la Manche et de la région Normandie, peuplée de 303 habitants, devenue le 1er janvier 2019, commune déléguée au sein de Sainte-Mère-Église. 

## Géographie

### Localisation
Les communes limitrophes sont Beuzeville-la-Bastille, Blosville, Chef-du-Pont, Liesville-sur-Douve, Sainte-Mère-Église et Sébeville.

### Géologie et relief
D'une superficie de 854 hectares, elle est divisée entre marais (des Mottes, de la Pigachière, d'Éturville) et les collines environnantes. L'altitude maximale est d'environ 30 mètres.

### Milieux naturels et biodiversité
La commune est au cœur du parc naturel régional des Marais du Cotentin et du Bessin.

## Urbanisme

### Lieux-dits, hameaux et écarts
Les principaux hameaux de Carquebut sont : Éturville, le Petit Hameau, le Grand Hameau, le Port, les Raillières et Vigilant.

### Voies de communication et transports
La principale route de la commune est la route nationale 13 qui relie Caen à Cherbourg. De même, la voie de chemin de fer Paris-Cherbourg traverse Carquebut.

## Toponymie
Le nom de cette commune est le seul du doyenné de Plain qui semble avoir un nom d'origine entièrement scandinave ou anglo-scandinave. Il est attesté sous les formes Querquebu en 1165 - 1173, Kirkebi en 1204, Kerkebu en 1228.
Ce nom est issu de la combinaison des éléments kirkja « église » et bú « maison, ferme; résidence, domaine; village »,,, soit « le village de l'église », « le domaine rural (près) de l'église » ou encore « la maison (près) de l'église ». L'ancien norois bú s'est ici très probablement croisé avec l'ancien anglais de même origine bū (forme fléchie bȳ) « résidence », forme sous laquelle il a dû se fixer,.
Plusieurs villages scandinaves ont le même nom : Kirkeby au Danemark, Kyrkby, Kyrkeby en Suède, et de nombreux Kirby, Kirkby en Angleterre (plus d'une quarantaine d'exemples).
À noter que de manière assez incompréhensible, le deuxième élément de ce toponyme est expliqué par l'ancien norois buth (variante both) « abri temporaire, cabane; maison » par François de Beaurepaire, et à sa suite René Lepelley, alors qu'il avait été parfaitement analysé par Auguste Longnon, Auguste Vincent, Albert Dauzat, Jean Adigard des Gautries et Fernand Lechanteur, et finalement Ernest Nègre. Or les formes anciennes sont sans appel : nulle trace de dentale à la finale, contrairement aux produits de buth / both qui aboutissent d'ailleurs normalement en Normandie à -bo(t) ou -beu(f) et leurs variantes graphiques diverses.

## Histoire

### Moyen Âge

Armes des La Luzerne.

La seigneurie de Carquebut a appartenu à la famille de La Luzerne, qui portait : d'azur à la croix ancrée d'or chargée de cinq coquilles de gueules.

### Temps modernes
En 1567, Guillaumme Lemperière, écuyer, sieur de Quierqueville, est taxé pour ce fief de 40 solz dans le rôle des nobles et roturiers, au titre du ban et de l'arrière ban de la vicomté de Coutances, réalisé par Gilles Dancel, seigneur d'Audouville, lieutenant général du bailli de Cotentin, tenu à Coutances les 20-22 octobre. Le fief de Lemperière était un demi-fief de haubert relevant de la vicomté de Carentan.

### Époque contemporaine
Un hôpital militaire a fonctionné pendant le débarquement de 1944.

## Politique et administration
| Période                                                                                    | Période       | Identité                          | Étiquette | Qualité                           |
| ------------------------------------------------------------------------------------------ | ------------- | --------------------------------- | --------- | --------------------------------- |
| 1793                                                                                       | 1794          | Louis Rachine                     |           |                                   |
|                                                                                            |               | René Truffaut                     |           |                                   |
|                                                                                            |               | Nicolas Leprince                  |           |                                   |
| 1796                                                                                       | 1803          | Jean François Gaidelain           |           | Cultivateur, géomètre             |
| 1803                                                                                       | 1815          | Robert François Beurey            |           | Prêtre, vicaire et maître d'école |
| 1815                                                                                       | 1815          | Hervé Lehot                       |           |                                   |
| 1815                                                                                       | 1821          | Robert François Beurey            |           | Prêtre, vicaire et maître d'école |
| 1821                                                                                       | 1837          | Jean Perrotte                     |           | Cultivateur, herbager             |
| 1837                                                                                       | 1844          | Jean Hervé Auvray                 |           |                                   |
| 1844                                                                                       | 1864          | Pierre Jeanne                     |           |                                   |
| 1864                                                                                       | 1865          | Jules Lecuyer                     |           |                                   |
| 1865                                                                                       | 1870          | Esprit Siméon Tranquille Folliot  |           |                                   |
| 1870                                                                                       | 1878          | Chrysostome Jules Parfait Lecuyer |           |                                   |
| 1878                                                                                       | 1879          | Jacques Désiré Perrotte           |           |                                   |
| 1879                                                                                       |               | Alfred Hervé Lécuyer              |           |                                   |
|                                                                                            |               |                                   |           |                                   |
| 1918                                                                                       | 1921          | Pierre Simon                      |           |                                   |
| 1921                                                                                       | 1932          | Albert Ozenne                     |           |                                   |
| 1932                                                                                       | 1935          | Fernand Delarue                   |           |                                   |
| 1935                                                                                       | 1946          | Jules Lécuyer                     |           |                                   |
| 1946                                                                                       | 1947          | Ferdinand Poisson                 |           |                                   |
| 1947                                                                                       | 1950          | Raymond Delarue                   |           |                                   |
| 1950                                                                                       | 1953          | Jules Leprelle                    |           |                                   |
| 1953                                                                                       | 1954          | Charles Samson                    |           |                                   |
| 1954                                                                                       | 1965          | Pierre Barbey                     |           |                                   |
| 1965                                                                                       | 1995          | Marcel Dessoliers                 |           |                                   |
| juin 1995                                                                                  | février 2016  | Jean Buquet                       | SE        | Retraité                          |
| février 2016                                                                               | décembre 2018 | Chantal Frémont                   | SE        | Retraitée                         |
| Une partie des données est issue d'une liste établie par Jean Pouëssel et Jean-Noël Noury. |               |                                   |           |                                   |

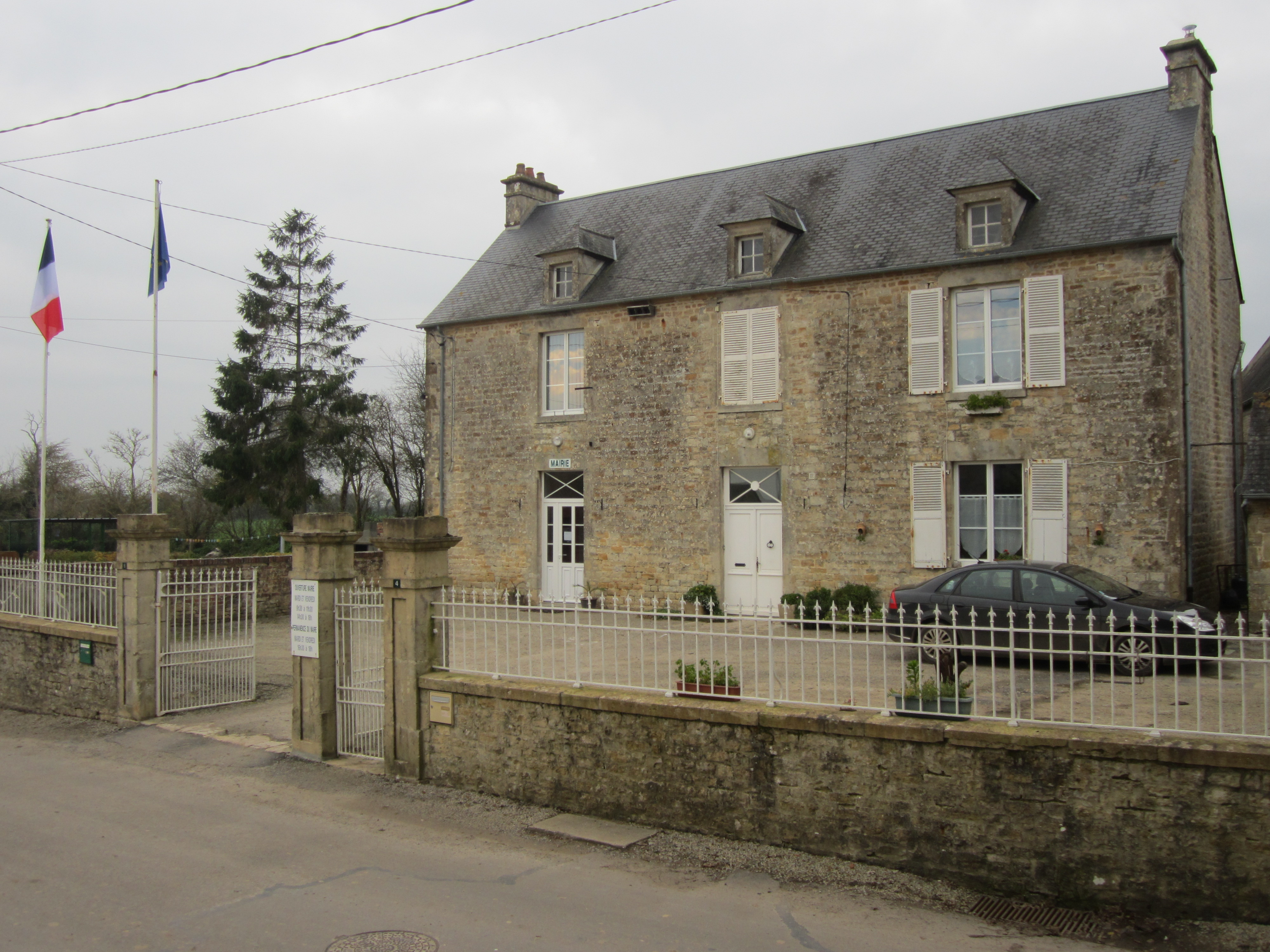
La mairie.

Le conseil municipal était composé de onze membres dont le maire et deux adjoints.
| Période                                  | Période           | Identité        | Étiquette | Qualité   |
| ---------------------------------------- | ----------------- | --------------- | --------- | --------- |
| janvier 2019                             | 30 septembre 2019 | Chantal Frémont | SE        | Retraitée |
| octobre 2019                             | En cours          | Maurice Milet   | SE        | Retraité  |
| Les données manquantes sont à compléter. |                   |                 |           |           |

## Population et société
Les habitants de la commune sont appelés les Carquebutais.

### Démographie
L'évolution du nombre d'habitants est connue à travers les recensements de la population effectués dans la commune depuis 1793. À partir du 1er janvier 2009, les populations légales des communes sont publiées annuellement dans le cadre d'un recensement qui repose désormais sur une collecte d'information annuelle, concernant successivement tous les territoires communaux au cours d'une période de cinq ans. 
Pour les communes de moins de 10 000 habitants, une enquête de recensement portant sur toute la population est réalisée tous les cinq ans, les populations légales des années intermédiaires étant quant à elles estimées par interpolation ou extrapolation. Pour la commune, le premier recensement exhaustif entrant dans le cadre du nouveau dispositif a été réalisé en 2008,.
En 2021, la commune comptait 303 habitants, en évolution de −9,55 % par rapport à 2015 (Manche : +0,44 %, France hors Mayotte : +2,49 %).
| 1793 | 1800 | 1806 | 1821 | 1831 | 1836 | 1841 | 1846 | 1851 |
| ---- | ---- | ---- | ---- | ---- | ---- | ---- | ---- | ---- |
| 498  | 508  | 558  | 590  | 566  | 553  | 589  | 593  | 605  |

| 1856 | 1861 | 1866 | 1872 | 1876 | 1881 | 1886 | 1891 | 1896 |
| ---- | ---- | ---- | ---- | ---- | ---- | ---- | ---- | ---- |
| 575  | 576  | 539  | 480  | 511  | 476  | 483  | 495  | 484  |

| 1901 | 1906 | 1911 | 1921 | 1926 | 1931 | 1936 | 1946 | 1954 |
| ---- | ---- | ---- | ---- | ---- | ---- | ---- | ---- | ---- |
| 457  | 444  | 411  | 387  | 396  | 389  | 387  | 399  | 350  |

| 1962 | 1968 | 1975 | 1982 | 1990 | 1999 | 2008 | 2013 | 2018 |
| ---- | ---- | ---- | ---- | ---- | ---- | ---- | ---- | ---- |
| 314  | 365  | 318  | 298  | 289  | 295  | 298  | 329  | 297  |

| 2019 | - | - | - | - | - | - | - | - |
| ---- | - | - | - | - | - | - | - | - |
| 296  | - | - | - | - | - | - | - | - |

## Économie
La principale activité économique de la commune est l'agriculture. La déchèterie de la communauté de communes est sur le territoire de la commune. Carquebut compte aussi une maison de retraite.
La commune se situe dans la zone géographique des appellations d'origine protégée (AOP) Beurre d'Isigny et Crème d'Isigny.

## Culture locale et patrimoine

### Lieux et monuments

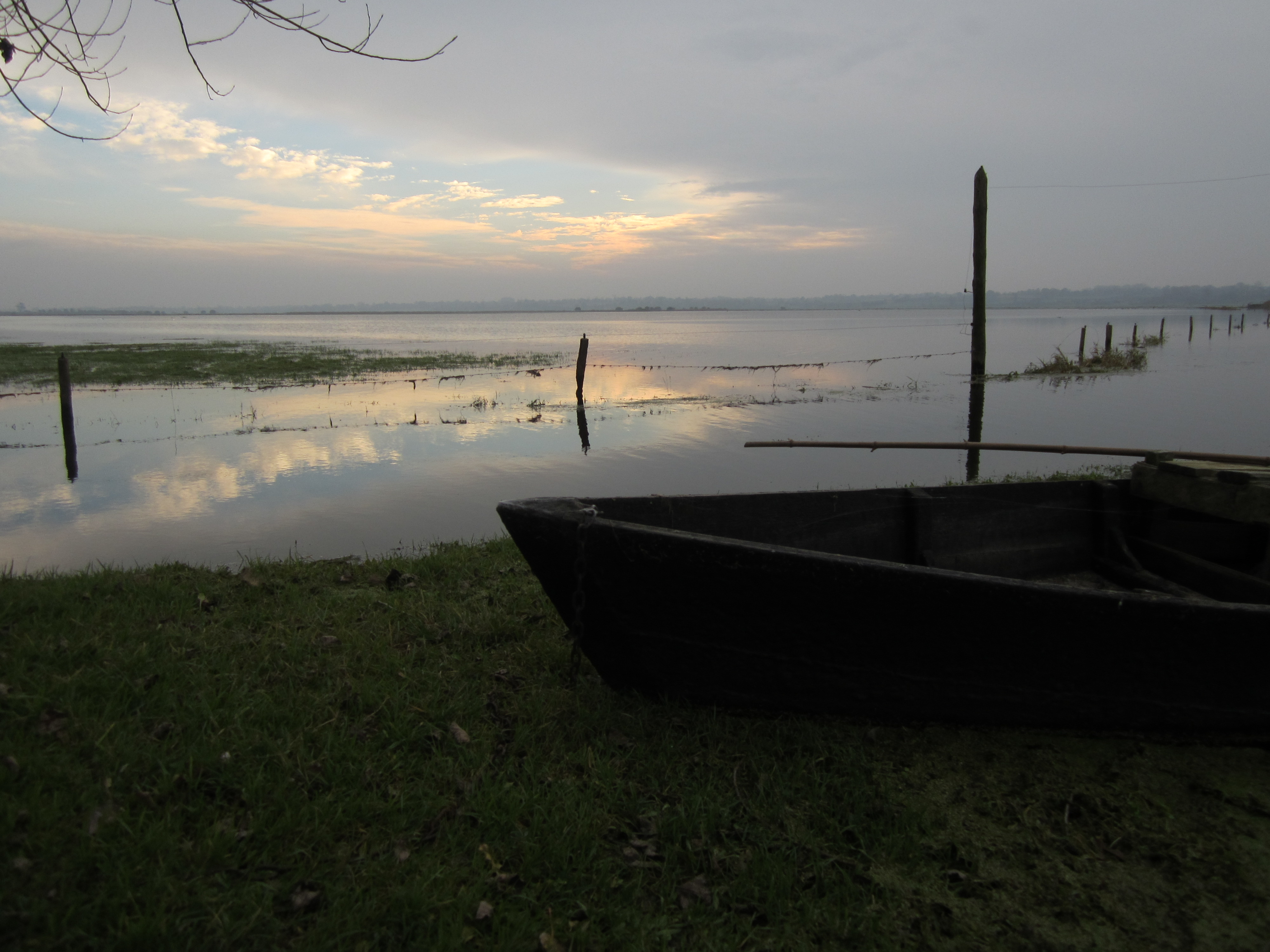
Les marais de Carquebut.

- Le manoir de Franquetot des XVe, XVIIe – XIXe siècles, appelé Vassy jusqu'au XVIIIe siècle[14], est inscrit au monuments historiques en 1995[22]. Il y avait avant la Révolution une chapelle Saint-Pierre qui était desservie par le curé de Saint-Côme-du-Mont (principal décimateur).
- Le manoir de Courcy. Berceau de la famille de Remy de Gourmont[14]. Le manoir est du XVIIIe siècle avec un pavillon central à pilastres surmonté d'un fronton triangulaire. Haut d'un étage sur rez-de-chaussée, seul l'étage, qui s'éclaire par des fenêtres à linteaux droits, sert d'habitation. Les communs, plus anciens, comprennent une charretterie à trois arcades[23].
- Le manoir des Fontaines du XVIe siècle et son portail avec porte piétonne, transformé en maison de retraite. Dans un aveu du 7 mai 1611 par Charles de Gourmont, écuyer, il est fait mention d'une motte au fief des Fontaines « …Et sur le dit fief il y a apparence de vieil manoir antien, auquel restes encore une vieille tour bataillère le tout clos à motte et fossez »[14],[24].

C'est Jacques Perrotte (1806-1844), maire et sans postérité, qui fit don du manoir des Fontaines pour y fonder un hospice devenu maison de retraite.
- L'église des XIIIe, XVe – XVIIe siècles, avec son cadran solaire du XVIe, est inscrite à l'Inventaire général du patrimoine culturel en 1986[25]. Édifice de la fin du XIIIe siècle de style gothique, placée sous le vocable de saint Ouen. L'ensemble, de plan cruciforme, est composé d'une nef unique, séparée par un arc triomphal du chœur, à trois travées, et chevet plat, et de trois chapelles latérales ajoutées aux XVe et XVIe siècles communiquant avec le transept. Le clocher du XVe siècle est coiffé d'une flèche octogonale. Le logis du sacristain est situé au-dessus de la chapelle dite des Hommes. À l'intérieur un maître-autel, avec retable et tableau représentant l'Adoration des mages du XVIIIe siècle classé au titre objet aux monuments historiques[26],[27], ainsi qu'une chaire à prêcher du XVIIe[14].
- Le Manoir du XVIe siècle, et son escalier à vis, inscrit à l'Inventaire général du patrimoine culturel[28].
- La fontaine Saint-Ouen consacrée vers 650 par saint Ouen, évêque de Rouen, réputée pour guérir les yeux[14].
- La croix de cimetière (1742) inscrite à l'Inventaire général du patrimoine culturel en 1987[29].
- If funéraire du cimetière.
- Le calvaire de la Mission du XIXe siècle, et calvaire du XXe siècle.
- Portail du presbytère des XIVe – XVe siècles.
- Plusieurs lavoirs.

Pour mémoire
- Le manoir du Port, dont les dernières traces ont disparu au début des années 1900.
- Le manoir de Martainville, détruit dans les années 1880 pour les pierres.

### Personnalités liées à la commune
- Richard de Gourmont (fl. au XVe siècle), né à Carquebut, écuyer. Il s'installa à Paris où ses fils, Robert de Gourmont et Gilles de Gourmont (XVIe siècle) seront des imprimeurs et libraires réputés de la Renaissance[14]. Le troisième dit Jean 1er de Gourmont sera aussi graveur en taille-douce à Lyon[14].
- Jacques du Chevreuil (v. 1595-1649), né à Carquebut et mort à Paris en pleine chaire, enseignant et principal du Collège d'Harcourt, recteur de l'université en 1622, opposé aux Jésuites[14],[30].
- Émile Frédéric Jean Alexandre Sevestre (1876-1952), né à Carquebut le 14 octobre 1876 de Frédéric Jean et d’Apoline Désirée qui étaient cultivateurs dans la commune.

Doué d'une grande intelligence, le jeune Émile rentre au collège diocésain de Valognes où il suit de brillantes études et remporte plusieurs prix d'excellence, notamment le prix d'honneur de la dissertation de philosophie et le prix d'honneur de l'enseignement religieux. En 1895, il sort du collège et le 29 juin 1899, il est ordonné prêtre. Ensuite appelé à sa mission pastorale, il est successivement vicaire de Saint-Sauveur-Lendelin, missionnaire à Notre-Dame-sur-Vire, vicaire à Saint-Nicolas de Coutances, professeur au petit séminaire et au collège de Valognes et vicaire à Saint-Croix de Saint-Lô. Mais finalement, le 14 décembre 1905, il se retire à Carquebut pour se consacrer au travail d'historien qui va le rendre célèbre.
Dès lors, c'est une montagne de travaux d'une grande qualité qui se succèdent. Son domaine de prédilection, l'histoire religieuse de la Révolution française occupe une grande partie de son œuvre. On peut en citer quelques titres (une bibliographie complète est proposée par Remy Villand dans sa monographie sur Carquebut) :
- L'Histoire, le texte et la destinée du Concordat, Angers, Siraudeau, 1903 ;
- Étude critique des sources de l'Histoire religieuse de la Révolution en Normandie, Paris, Picard, 1916 ;
- Le Personnel de l'Église constitutionnelle en Normandie (1791-1795), Paris, Picard, 1925.

Une autre particularité de l'abbé Sevestre, est qu'il est le seul habitant de Carquebut à avoir été chargé de cours à l'École pratique des hautes études, et professeur à l'école des Sciences sociales de Paris. Il est également l'ami d'Alphonse Aulard, fondateur de la Ligue des droits de l'homme, ce qui lui attira la méfiance des autres prêtres du diocèse.
Cependant, tout ne va pas pour le mieux pour notre abbé. En effet, son caractère particulier, son âge avançant, l'abbé Sevestre, retiré à Carquebut, se trouve de plus en plus isolé et meurt dans l'indifférence le 18 avril 1952 dans sa maison de Carquebut (actuelle maison de Mme Cécile Barbey). Cependant, son œuvre grandissime lui vaut l'hommage de ses pairs. Ainsi, M. Gabriel Le Bras, président de la Société d'Histoire ecclésiastique de la France, dit d'Émile Sevestre en parlant des morts de l'année : « Combien de nos compatriotes ont connu l'histoire religieuse de la Révolution française comme l'abbé Émile Sevestre ? ».
Émile Sevestre lui-même écrit ces phrases touchantes : « Mes ouvrages ont été pendant ma vie mes meilleures consolations et mes avocats les plus éloquents. Ils m'ont fait oublier les mesquineries et les tristesses de la vie. Ils m'ont vengé des attaques injustement dirigées contre ma personne. À ma mort et après ma mort, ils ne m'abandonneront pas. C'est le seul cortège que je souhaite. »